# Christoph von Baden-Durlach (1603–1632)
Markgraf Christoph von Baden-Durlach (* 6. Märzjul. / 16. März 1603greg.; † 30. April 1632 vor Ingolstadt) war ein Offizier (Obrist) im protestantisch-schwedischen Heer während des Dreißigjährigen Krieges. 

## Leben
Er war der jüngste von drei überlebenden Söhnen des Markgrafen Georg Friedrich von Baden-Durlach und dessen Frau Juliane Ursula von Salm-Neufville. Wie seine Brüder wurde er ebenfalls als Markgraf tituliert, ohne jedoch ein eigenes Territorium zu beherrschen. 
Mit dem Ausbruch des Dreißigjährigen Krieges wurde der Vater als Heerführer auf protestantischer Seite aktiv. Um die Markgrafschaft nicht zu gefährden, trat er die Herrschaft an seinen ältesten Sohn Friedrich (V.) ab. Dessen Bruder Christoph schloss sich Ernst von Mansfeld an und kommandierte in dessen Heer eines der beiden Leibgarde-Regimenter. 1624, nach der Niederlage der pfälzischen, badischen und mansfeldischen Truppen, kehrte Christoph mit seinem zweiten Bruder Karl nach Baden zurück. 1625 verhandelte er im Auftrag seines Vaters mit Kardinal Richelieu.
Im Sommer 1630 besuchte Christoph seinen Vater, der sich zu diesem Zeitpunkt in Genf aufhielt, und reiste anschließend zum französischen König weiter, bei dem er sich vergeblich um eine Stelle in dessen Armee bemühte.
Nach dem erfolgreichen Eingreifen Gustav Adolfs in den Krieg verbündeten sich Ende 1631 zahlreiche  protestantische Fürsten, darunter auch sein regierender Bruder Friedrich, mit den Schweden. Christoph schloss sich nun Anfang 1632 dem nach Bayern vorstoßenden schwedischen Heer an und wurde Obrist (Kommandeur) des Infanterieregiments Friedrich Moritz von Uslar (dessen Namensgeber zuvor verstorben war). 
Nach dem Sieg bei Rain am Lech am 14. April war Markgraf Christoph einer der Adligen, die Gustav Adolf und den ehemaligen „Winterkönig“ bei ihrem Einzug in Augsburg begleiteten und dort am Dankesgottesdienst in der St.-Anna-Kirche teilnahmen. 
Im Anschluss zog die Armee weiter Richtung Ingolstadt, wohin sich das geschlagene bayerische Heer mit dem im Sterben liegenden Johann T’Serclaes von Tilly zurückgezogen hatte, und begann am 29. April mit der Belagerung der Festung. Am Tag darauf unternahm Gustav Adolf mit einigen Begleitern, darunter Christoph von Baden, einen Erkundungsritt, um den Zustand der feindlichen Befestigungswerke zu inspizieren. Dabei unterschätzte man offensichtlich die Reichweite der gegnerischen Geschütze und geriet unter Beschuss. Eine Kanonenkugel tötete Christoph von Baden durch einen direkten  Treffer am Kopf und zerschmetterte anschließend das Bein des Pferdes des neben ihm reitenden Königs, welcher mit leichten Verletzungen davonkam. Das tote Pferd wurde von den Ingolstädtern geborgen, präpariert und existiert unter der Bezeichnung „Schwedenschimmel“ bis heute. 
Der tote Markgraf wurde in seine Heimat überführt. Zuvor waren ihm zu Ehren sämtliche Schusswaffen der Armee, von den Kanonen bis zu den Pistolen, zweimal abgefeuert worden. König Gustav Adolf hielt eine (im Theatrum Europaeum enthaltene) Trauerrede, in der er die Ereignisse zum Anlass nahm, daran zu erinnern, dass er genauso sterblich und gefährdet wie der einfachste Soldat seines Heeres sei. Daneben rechtfertigte er seinen Feldzug, den er nicht zur eigenen Bereicherung führe, sondern der gerechten Sache wegen, also der Wiederherstellung der Rechte der deutschen Protestanten.
Das bisher vom badischen Markgrafen kommandierte Regiment wurde von Wilhelm von Wendt zu Cratzenstein übernommen. Die Belagerung von Ingolstadt wurde nach fünf Tagen erfolglos abgebrochen.
Da Christophs Bruder Karl bereits 1625 verstorben war, verblieb Friedrich V. als alleiniger Erbe und das bisher in jeder Generation drohende Problem der Erbteilung der durlachschen Besitztümer kam gar nicht erst auf. 1649 legte dann Friedrich in seinem Testament die Unteilbarkeit der Markgrafschaft endgültig fest. 